# Зельдте, Франц
Фра́нц Зе́льдте (нем. Franz Seldte 29 июня 1882 года, Магдебург — 1 апреля 1947 года, Фюрт под Нюрнбергом, Бавария), государственный и политический деятель Германии, один из руководителей организации «Стальной шлем» («Stahlhelm»), рейхсминистр труда (июнь 1932 — 23 мая 1945 года), обергруппенфюрер СА (1933), обергруппенфюрер СС (26.07.1933), прусский государственный советник.

## Биография
Сын владельца химической фабрики. После окончания гимназии изучал химию в Высшей технической школе Брауншвейга. В 1906 году добровольцем вступил в 66-й магдебургский пехотный полк. С 1908 года работал на химическом производстве. Участник Первой мировой войны, майор. В результате тяжёлого ранения у Зельдте была ампутирована левая рука. Первоначально служил на Западном фронте, затем был переведен в отдел пропаганды Верховного командования. В конце войны возглавлял киноподразделение на Тирольском фронте. За боевые отличия награждён Железным крестом 1-го и 2-го класса.
13 ноября 1918 года основал «Союз фронтовиков» («Bund der Frontsoldaten»). 25 декабря 1918 года в Магдебурге вместе со своими братьями основал военизированную организацию «Стальной шлем» («Stahlhelm»), основной целью которой стало противодействие левым движениям в Германии. На учредительном съезде Зельдте заявил, что эта организация создается, чтобы «использовать дух фронтовиков против свинской революции». В 1924 году вместе с бывшим офицером Генерального штаба Теодором Дюстербергом стал сопредседателем организации. «Стальной шлем» имел право-националистическую и монархическую ориентацию. Членами организации были главным образом бывшие фронтовики. К концу 1920-х годов она стала мощнейшим военизированным объединением Германии, в котором состояло достаточно много людей, не принимавших участия в Первой мировой войне.
С позиций реваншизма Зельдте выступал против Версальского мира и выплаты Германией репараций её победителям в войне. По этой причине в конце 1920-х  годов «Стальной шлем» вступил в коалицию с Немецкой национальной народной партией Альфреда Гугенберга и Национал-социалистической немецкой рабочей партией (НСДАП) Адольфа Гитлера. Вместе они инициировали «народный референдум против плана Юнга».
В начале 1930-х годов «Стальной шлем» вступил в конфликт с СА, и была проведена встреча Зельдте, Дюстерберга и Гитлера, но соглашение не было достигнуто. 11 октября 1931 года Зельдте стал представителем «Стального шлема» в «Гарцбургском фронте», который должен был объединить все правые и националистические силы Германии.
В июне 1932 года Зельдте стал рейхсминистром труда в правительстве Франца фон Папена. Остался на своём посту при формировании 30 января 1933 года правительства Гитлера. 27 апреля 1933 года вступил в НСДАП. С марта 1933 года по июль 1934 года возглавлял также созданную 5 июня 1931 года Добровольную службу труда (FAD), которая занималась поиском работы для безработных, организацией рабочих лагерей и общественных работ. 26 июля 1933 года получил звание обергруппефорера СА. После прихода НСДАП к власти в августе 1933 года FAD была переименована в Национал-социалистическую службу труда, а 3 июля 1934 года — в Имперскую службу труда.
В 1933 году Зельдте был избран депутатом в рейхстаг, в декабре того же года стал членом Совета старейшин. В 1934 году был введён в состав Прусского государственного совета. 17 февраля 1934 года «Стальной шлем» стал «присоединённой к НСДАП» организацией и получил название Национал-социалистическая лига бывших военнослужащих (NSDFB), во главе которой остался Зельдте.
За время существования нацистского режима компетенция возглавляемого Зельдте министерства, бывшего ранее ведущим ведомством по трудовым и социальным вопросам, постоянно сужалась за счёт усиления роли в этих вопросах различных государственных, партийных и общественных организаций нацистской Германии, в частности, передачи части его прав возглавляемому рейхсляйтером Робертом Леем Германскому трудовому фронту и возглавляемой рейхсляйтером Константином Хирлем Имперской рабочей службе, ставшей 25 августа 1943 года самостоятельным министерством.
В конце войны Зельдте вошёл в состав фленсбургского правительства преемника Гитлера Карла Деница как министр труда, несмотря на то что Гитлер в своём предсмертном «Политическом завещании» назначил на этот пост чиновника министерства вооружений Теодора Хупфауера. В правительстве Деница возглавляемое Зельдте министерство вновь должно было курировать все вопросы, связанные с общественными работами, но в ситуации развала Германии особой роли это уже не играло.
23 мая 1945 года арестован американскими войсками во Фленсбурге вместе с членами правительства К. Деница. Его предполагалось предать суду одного из Американских военных трибуналов в Нюрнберге, рассматривавшего дела высших правительственных чиновников, но Зельдте умер в американском военном госпитале во время подготовки процесса.